# Mistrzostwa Europy w Szermierce 1983
Mistrzostwa Europy w Szermierce 1983 – 3. edycja mistrzostw odbyła we portugalskim mieście Lizbona w 1983 roku.

## Klasyfikacja medalowa
| Lp. | Państwo          | złoto | srebro | brąz | Razem |
| --- | ---------------- | ----- | ------ | ---- | ----- |
| 1   | Włochy           | 2     | 2      | 1    | 5     |
| 2   | Niemcy Zachodnie | 2     | 1      | –    | 3     |
| 3   | Bułgaria         | –     | 1      | 1    | 2     |
| 4   | Wielka Brytania  | –     | –      | 1    | 1     |
| –   | Polska           | –     | –      | 1    | 1     |

## Medaliści

### Mężczyźni
| Złoto           | Srebro         | Brąz              |
| Floret          |                |                   |
| Andrea Borella  | Klaus Reichert | Angelo Scuri      |
| Szpada          |                |                   |
| Alexander Pusch | Angelo Mazzoni | Leszek Swornowski |
| Szabla          |                |                   |
| Giovanni Scalzo | Marin Iwanow   | Georgi Czomakow   |

### Kobiety
| Złoto            | Srebro            | Brąz             |
| Floret           |                   |                  |
| Cornelia Hanisch | Carola Cicconetti | Linda Ann Martin |